# Eiben István
Eiben István György (Budapest, 1902. december 21. – Budapest, 1958. október 23.) Kossuth-díjas magyar operatőr.

## Életpályája
Tizennégy évesen (1916) már a filmszakmában dolgozott, a Kinoriport-nál volt laboráns. Bécsi József segédoperatőre volt, 1919-től pedig önálló filmoperatőr volt. Első önálló filmje a A lélekidomár (1919) volt. 1929-től a Hunnia Filmgyár filmoperatőre, 1942-től pedig főoperatőre lett. 1952-től haláláig tanított a Színház- és Filmművészeti Főiskolán.
Házastársa Bogár Klára, Bogár Gyula és Stern Linda lánya volt, akivel 1928. augusztus 5-én Budapesten kötött házasságot.

### Munkássága
Több, mint 150 filmet fényképezett, ő volt az operatőre 1931-ben az első magyar hangosfilmnek, a Kék bálványnak, és a második világháború utáni első játékfilmnek a Tanítónő címűnek is. Erőssége a műtermi beállítás, a fény- és árnyékhatások érzékletes kihasználása. Több német forgatócsoportban is dolgozott.

## Filmjei

### Némafilmek
- A lélekidomár (1919)
- Twist Olivér (1919)
- A 111-es (1920)
- A névtelen vár (1920; Berendik Istvánnal)
- Willy Drill (1922)
- Az egyhuszasos lány (1923)
- A kis rongyos (1923)
- Pál utcai fiúk (1924; Nagy Dezsővel)
- Hazudik a muzsikaszó (1924)
- Az elhagyottak (1925)
- Az ördög mátkája (1926)
- Naftalin (1927)
- Mária nővér (1929)
- Élet, halál, szerelem (1929)
- Asszonyszelídítő (1931)
- Csókolj meg, édes! (1932)

### Hangosfilmek
- A kék bálvány (1931)
- Hyppolit, a lakáj (1931)
- Befújta az utat a hó (1932-rövidfilm)
- Piri mindent tud (1932)
- Tavaszi zápor (1932)
- Repülő arany (1932)
- A vén gazember (1932)
- Ítél a Balaton (1932)
- Kísértetek vonata (1933)
- Iza néni (1933)
- A bor (1933)
- Pardon, tévedtem! (1933)
- Rákóczi induló (1933)
- Egy éj Velencében (1934)
- Mindent a nőért! (1933-34)
- Ida regénye (1934)
- Márciusi mese (1934)
- Az új rokon (1934)
- Lila akác (1934)
- Helyet az öregeknek! (1934)
- Búzavirág (1934)
- Emmy (1934)
- Köszönöm, hogy elgázolt (1935)
- Ez a villa eladó (1935)
- Szerelmi álmok (1935, magyar-német-osztrák)
- Budai cukrászda (1935)
- A nagymama (1935)
- Az új földesúr (1935)
- Barátságos arcot kérek! (1935)
- Légy jó mindhalálig (1936)
- Én voltam (1936)
- Évforduló (1936)
- Nászút féláron (1936)
- Az aranyember (1936)
- Mária nővér (1936)
- Rád bízom a feleségem (1937)
- Hol alszunk vasárnap? (1937)
- Pesti mese (1937)
- A férfi mind őrült (1937)
- Édes a bosszú (1937)
- Mámi (1937)
- A 111-es (1937)
- 3 : 1 a szerelem javára (1937)
- Családi pótlék (1937)
- Marika (1937)
- Magdát kicsapják (1937-38)
- A Noszty fiú esete Tóth Marival (1938)
- Elcserélt ember (1938)
- Cifra nyomorúság (1938)
- Péntek Rézi (1938)
- Azurexpress (1938)
- Beszállásolás (1938)
- Uz Bence (1938)
- Szegény gazdagok (1938)
- A varieté csillagai (1938, magyar-német)
- Toprini nász (1939)
- 5 óra 40 (1939)
- A miniszter barátja (1939)
- Áll a bál (1939)
- Földindulás (1939)
- Semmelweis (1939)
- Férjet keresek (1939-40)
- Jöjjön elsején (1940)
- Dankó Pista (1940)
- Hazajáró lélek (1940)
- Igen vagy nem? (1940)
- Tóparti látomás (1940)
- Elnémult harangok (1940)
- Lángok (1940)
- Végre! (1941)
- Egy tál lencse (1941)
- Néma kolostor (1941)
- Szűts Mara házassága (1941)
- Lesz, ami lesz! (1941)
- Bob herceg (1941)
- Muzsikáló május (1941-rövidfilm)
- Egy éjszaka Erdélyben (1941)
- Miért? (1941)
- Kísértés (1941)
- Házasság (1942)
- Halálos csók (1942)
- Négylovas hintó (1942, Berendik Istvánnal)
- Katyi (1942)
- Késő (1943)
- Tilos a szerelem (1943)
- Anyámasszony katonája (1943)
- Afrikai vőlegény (1943)
- Éjjeli zene (1943)
- Kalotaszegi Madonna (1943, Berendik Istvánnal)
- Zenélő malom (1943)
- Rákóczi nótája (1943)
- Menekülő ember (1943)
- Fény és árnyék (1943)
- Fehér vonat (1943)
- Ez történt Budapesten (1944)
- Vihar után (1944)
- Tanítónő (1945)
- Hazugság nélkül (1945)
- Könnyű múzsa (1947)
- Beszterce ostroma (1948)
- Mágnás Miska (1948)
- Janika (1949)
- Uri muri (1950)
- Kis Katalin házassága (1950)
- Becsület és dicsőség (1951)
- Déryné (1951)
- Nyugati övezet (1952)
- Első fecskék (1952)
- Erkel (1952)
- Rokonok (1954)
- Én és a nagyapám (1954)
- Egy pikoló világos (1955)
- Mese a 12 találatról (1956)
- Dollárpapa (1956)
- Külvárosi legenda (1957)
- Csendes otthon (1957)
- Felfelé a lejtőn (1958)

## Emlékezete

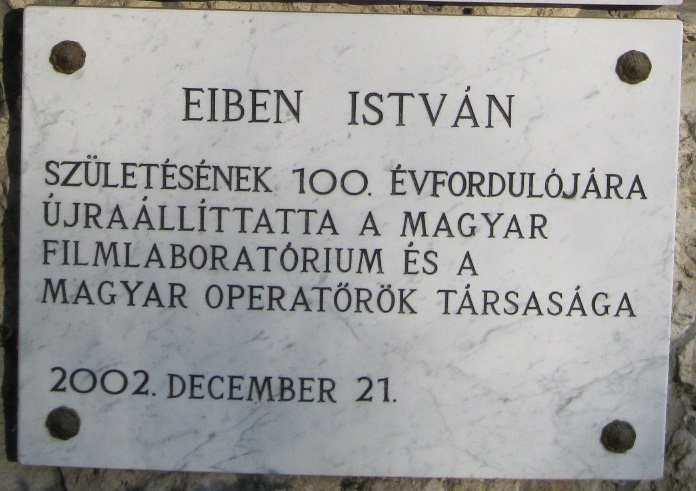
Emléktáblája Budapest II. kerületében

- Tiszteletére emléktáblát helyeztek el Budapest II. kerületében.